# 李卫东 (1967年)
李衛東（1967年12月—），男，漢族，河南兰考人，法學碩士，高級工程師，高級經濟師。

## 生平
曾任河南省交通廳人事勞動處副處長、河南中原高速公路股份有限公司黨委書記、河南省機場集團有限公司董事長等職位。2020年6月，接任河南省交通運輸廳廳長。
2021年7月，任中共新乡市委书记。